# Bernard Woringer
Bernard Woringer (* 4. Oktober 1931 in Straßburg; † 22. Mai 2014 in Puteaux) war ein französischer Schauspieler.
Mit seiner Größe von 192 cm war Woringer der bis dahin größte Musketier der Filmgeschichte: In Bernard Borderies Zweiteiler Die drei Musketiere spielte er 1961 den Porthos. Borderie gab ihm auch in Angélique die Rolle von Robert Hosseins Freund Bernard d’Andijos. Der Erfolg führte ihn kurzzeitig nach Hollywood, wo er neben Dean Jones, Maurice Chevalier und Yvette Mimieux als Marcel Cartucci eine Hauptrolle in Andrew V. McLaglens Disney-Produktion Monkeys, Go Home! spielte.
In den 1970er Jahren spielte Woringer im Kino Nebenrollen und arbeitete verstärkt fürs Fernsehen, u. a. in Bernard Toublanc-Michels TV-Serie Le Mutant (1978) und in Gastrollen von Serien wie Julie Lescaut.
Bernard Woringer, ehemaliges Mitglied der Comédie-Française, spielte seit 1955 am Theater. Seine letzte Bühnenrolle hatte er 1991 an der Seite von Claude Jade in Un château au Portugal am Théâtre des Champs-Élysées.

## Filmografie (Auswahl)
- 1961: Die drei Musketiere (Les Trois Mousquetaires)
- 1964: Die Fälle des Monsieur Cabrol (Les Cinq Dernières Minutes, Fernsehserie, 1 Folge)
- 1964: Angélique (Angélique, Marquise des anges)
- 1967: Monkeys, Go Home – Schmeißt die Affen raus (Monkeys, Go Home!)
- 1968: Die Irre von Chaillot (The Madwoman of Chaillot)
- 1969: Der Clan der Sizilianer (Le clan des Siciliens)
- 1978: Le Mutant (Fernsehminiserie)
- 1982: Enigma
- 1987: Das Dreckige Dutzend III – Die tödliche Mission (The Dirty Dozen: The Deadly Mission)
- 1988: Mein geliebtes Thema (Mon cher sujet)
- 1988: Jack Clementi – Anruf genügt... (Big Man, Fernsehserie, Folge: Falsches Spiel)
- 2000: Julie Lescaut (Fernsehserie, Folge 9x02)